# Șura Mare
Șura Mare (in ungherese Nagycsür, in tedesco Großscheuern) è un comune della Romania di 3257 abitanti, ubicato nel distretto di Sibiu, nella regione storica della Transilvania. 
Il comune è formato dall'unione di 2 villaggi: Hamba e Șura Mare.